# Diana Paliiska
Diana Paliiska, née le 20 août 1966 à Plovdiv, est une kayakiste bulgare pratiquant la course en ligne.

## Palmarès

### Jeux olympiques de canoë-kayak course en ligne
- 1988 à Séoul,  Corée du Sud
  -  Médaille d'argent en K-2 500m
- 1988 à Séoul,  Corée du Sud
  -  Médaille de bronze en K-4 500m [1]